# Ermita de Sant Isidre de Beneixama
L'ermita de Sant Isidre és al cim de la Talaieta, un paratge al poble de Beneixama.
Arquitectònicament no té massa interès, però el lloc on està permet la contemplació d'unes vistes immillorables de la vall de Beneixama i dels pobles de la rodalia com a vista d'ocell. Va ser construïda a la mitjania del segle xx.
Al seu interior hi ha la imatge de sant Isidre, patró dels llauradors castellans. El dia del sant se celebra una romeria des de Beneixama fins a l'ermita, a més d'una petita fira i diverses activitats tradicionals.
La comparsa de llauradors de Beneixama hi participa activament des de fa molts anys.
Cal esmentar, però, que els sants protectors tradicionals valencians són els Santets de la Pedra (sant Abdó i sant Senent, també coneguts com a sant Nin i sant Non en el refrany «Sant Nin i sant Non, els Santets de la Pedra són»).
A la mateixa comarca de la vall de Biar hi ha dues ermites on es veneren: l'ermita dels Sants de la Pedra de Biar, d'estil gòtic reconquesta i l'ermita de Sant Bertomeu, reconstruïda sobre les restes del castell d'Almisrà, al Camp de Mirra.
L'advocació de sant Isidre a terres de Beneixama té a veure amb els primers moments de la dictadura franquista i els seus intents uniformitzadors. Avui dia, però, aquesta veneració ha esdevingut «intocable» entre els seus incondicionals.